# Tricheopteryx florissantensis
Tricheopteryx florissantensis là một loài Trichoptera hóa thạch trong họ Limnephilidae.